# 809 Lundia
809 Lundia је астероид главног астероидног појаса чија средња удаљеност од Сунца износи 2,283 астрономских јединица (АЈ).
Апсолутна магнитуда астероида је 11,8 а геометријски албедо 0,220.